# Parohinka brevicephala
Parohinka brevicephala är en insektsart som beskrevs av Webb 1981. Parohinka brevicephala ingår i släktet Parohinka och familjen dvärgstritar. Inga underarter finns listade i Catalogue of Life.